# 후고 페르디난트 보스

1933년의 보스

후고 페르디난트 보스(독일어: Hugo Ferdinand Boss, 1885년 7월 8일 ~ 1948년 8월 9일)는 의류회사 휴고 보스의 설립자이다.
뷔르템베르크 왕국 메칭엔에서 하인리히 보스와 루이제 뮌첸마이어의 아들로 태어났다. 1903년에서 1905년까지 군역을 복무하고 콘스탄츠의 직조 공장에서 일했다. 1908년 메칭엔에 있는 부모의 란제리 가게를 물려받았고, 그 즈음 안나 카타리나 프라이징거와 결혼해 1녀를 두었다. 1914년 육군에 입대하여 제1차 세계 대전 때 하사관까자 진급하였다.
1923년 메칭엔에서 의류회사를 발족하고 1924년 첫 공장을 세웠다. 회사는 셔츠와 재킷에서 시작하여 작업복, 운동복, 레인코트 등으로 사업 범위를 넓혔다. 1930년대에는 돌격대와 친위대, 히틀러 청소년단, 우체부, 역무원의 제복을 생산했으며 나중에는 국방군 제복도 생산했다.
보스는 히틀러가 당권을 잡기 2년 전인 1931년 나치당에 입당했다. 1932년 3분기 즈음에 갈색의 돌격대 제복을 대체하기 위한 전신 흑색의 친위대 제복이 상급지도자 카를 디에비츠슈 교수에 의해 디자인되었다. 보스의 회사는 친위대의 흑색 제복과 돌격대의 갈색 제복, 청소년단의 흑-갈 제복을 모두 생산했다. 일부 직원들이 이 과정에서 회사가 프랑스 및 폴란드인 전쟁포로들을 강제노동시켰음을 인정했다.
종전 인후 보스는 나치 부역 행위로 인해 선거권이 박탈되었다. 그는 1948년 내치루로 사망했다. 향년 63세.